# اتفاقية لومي
اتفاقية لومي هي اتفاقية تجارة ومساعدات بين الجماعة الاقتصادية الأوروبية و71 دولة أفريقية ومنطقة البحر الكاريبي والمحيط الهادئ، تم توقيعها لأول مرة في فبراير 1975 في لومي، توغو.

## التاريخ
تم تصميم اتفاقية لومي الأولى التي دخلت حيز التنفيذ في أبريل 1976 لتوفير إطار جديد للتعاون بين المجموعة الاقتصادية الأوروبية وبلدان أفريقيا النامية، ولا سيما البريطانية والهولندية والبلجيكية والفرنسية السابقة. كان له جانبان رئيسيان: فقد نص على دخول معظم صادرات دول أفريقيا والكاريبي والمحيط الهادئ الزراعية والمعدنية إلى الجماعة الاقتصادية الأوروبية معفاة من الرسوم. تم الاتفاق على الوصول التفضيلي القائم على نظام الحصص لمنتجات، مثل السكر ولحم البقر في منافسة مع الزراعة في الجماعة الاقتصادية الأوروبية. ثانياً: خصصت المجموعة الاقتصادية الأوروبية وحدة الحساب الأوروبية 3 مليارات للمساعدة والاستثمار في دول أفريقيا والكاريبي والمحيط الهادي.
تمت إعادة التفاوض على الاتفاقية وتجديدها ثلاث مرات. لومي الثاني (يناير 1981 إلى فبراير 1985) المساعدات والإنفاق الاستثماري إلى دول الاتحاد الأوروبي 5.5 مليار. دخلت لومي الثالثة حيز التنفيذ في مارس 1985 تخص أحكام التجارة، ومايو 1986 تخص المعونة، وانتهت في عام 1990 وزادت الالتزامات إلى 8.5 مليار. تم التوقيع على لومي الرابعة في ديسمبر 1989. وتغطي أحكامها التجارية السنوات العشر من 1990 إلى 1999. وبلغت التزامات المعونة والاستثمار في السنوات الخمس الأولى 12 مليار. وإجمالاً هناك حوالي 70 دولة من دول أفريقيا والكاريبي والمحيط الهادي أطراف في لومي الرابعة، مقارنة بـ 46 دولة موقعة على لومي الأول.
تم توزيع مساعدات التنمية التي يقدمها لومي بشكل أساسي من خلال صندوق التنمية الأوروبي. تم توجيه المساعدة الاستثمارية بشكل رئيسي من خلال بنك الاستثمار الأوروبي. هناك آليتان مهمتان أخريان هما مخطط ستابكس وسيسمن، اللذان وفرا تمويلًا تعويضيًا لدول أفريقيا والكاريبي والمحيط الهادئ عن التقلبات السلبية في الأسعار العالمية للصادرات الزراعية والمعدنية الرئيسية على التوالي.
أثر ظهور السوق الأوروبية الموحدة في نهاية عام 1992 على الوصول التفضيلي لدول أفريقيا والكاريبي والمحيط الهادئ إلى أسواق الاتحاد الأوروبي. دافع العديد من صغار مزارعي الموز في منطقة البحر الكاريبي عن استمرار وصولهم التفضيلي إلى الأسواق التقليدية، ولا سيما المملكة المتحدة. كانوا يخشون من أن الاتحاد الأوروبي سوف يغمره الموز الرخيص من مزارع أمريكا الوسطى، مع آثار مدمرة على العديد من اقتصادات منطقة البحر الكاريبي. أدت المفاوضات في عام 1993 إلى موافقة الاتحاد الأوروبي على الحفاظ على الوصول التفضيلي للمنتجين الكاريبيين حتى نهاية لومي الرابع، في انتظار المفاوضات المحتملة بشأن التمديد.
في عام 1995 قدمت حكومة الولايات المتحدة التماساً إلى منظمة التجارة العالمية للتحقيق فيما إذا كانت اتفاقية لومي الرابعة قد انتهكت قواعد منظمة التجارة العالمية. ثم لاحقًا في عام 1996 حكمت هيئة تسوية المنازعات التابعة لمنظمة التجارة العالمية لصالح المدعين، مما أدى فعليًا إلى إنهاء الإعانات المتبادلة التي استفادت منها بلدان أفريقيا والكاريبي والمحيط الهادئ لسنوات عديدة. لكن الولايات المتحدة ظلت غير راضية وأصرت على وقف جميع اتفاقيات التجارة التفضيلية بين الاتحاد الأوروبي ودول أفريقيا والكاريبي والمحيط الهادي. أنشأت هيئة تسوية المنازعات التابعة لمنظمة التجارة العالمية لجنة أخرى لمناقشة القضية وخلصت إلى أن الاتفاقات بين الاتحاد الأوروبي ومجموعة دول أفريقيا والكاريبي والمحيط الهادئ لا تتوافق بالفعل مع لوائح منظمة التجارة العالمية. أخيرًا تفاوض الاتحاد الأوروبي مع الولايات المتحدة من خلال منظمة التجارة العالمية للتوصل إلى اتفاق.